# 祝融号火星车
祝融号火星车是由中国国家航天局实施的天问一号火星探测任务的火星巡视器部分，是中国首个在地外行星上运行的巡视器。
该探测器由中国空间技术研究院制造，于2020年7月23日12时41分作为天问一号探测器的一部分由长征五号遥四运载火箭从海南文昌航天发射场发射升空，于2021年2月10日进入火星轨道。2021年5月15日上午7时18分，祝融号在火星乌托邦平原南部预选着陆区着陆，标志着中国成为继美国后第二个成功将巡视器着陆在火星表面的国家。也是蘇聯和美國之後第三個軟著陸火星的國家（蘇聯未能成功釋放巡视器）。
祝融号火星车重240公斤，携带有导航与地形相机、火星车次表层探测雷达、火星表面磁场探测仪、火星气象测量仪、火星表面成分探测仪、多光谱相机等共六台科学载荷，设计寿命为90个火星日（大約93個地球天），实际工作已超过一個地球年。祝融号火星车自2022年5月18日开始进入休眠状态，原本预计在2023年初结束休眠，但其后一直未自主唤醒，据推测可能是沙尘积累导致电力不足从而无法满足唤醒条件。

## 命名
祝融在中国传统文化中被尊为最早的火神，象征着用火照耀大地，带来光明。
首辆火星车命名为“祝融”，寓意点燃中国星际探测的火种，指引人类对浩瀚星空、宇宙未知的接续探索和自我超越。

## 背景
中国对火星的探测活动始于2011年与俄罗斯联邦航天局合作的萤火一号任务，然而由于俄罗斯负责的部分出现故障，萤火一号任务宣告失败。此后中国开始走上独立自主的火星探索之路，并将首次独立火星任务本应分两步、甚至三步走的“绕、落、巡”计划，合并在一次实施。
2014年6月，中国月球探测工程首席科学家、“嫦娥之父”欧阳自远在第22届国际天文馆学会大会的开幕式上透露中国计划在2020年实现火星的着陆巡视。同年11月11日，在第十届中国国际航空航天博览会上，中国火星车的早期等比例模型首次亮相，后于网上发起“寄语火星车”征集活动，“赤兔”等是热门提名。

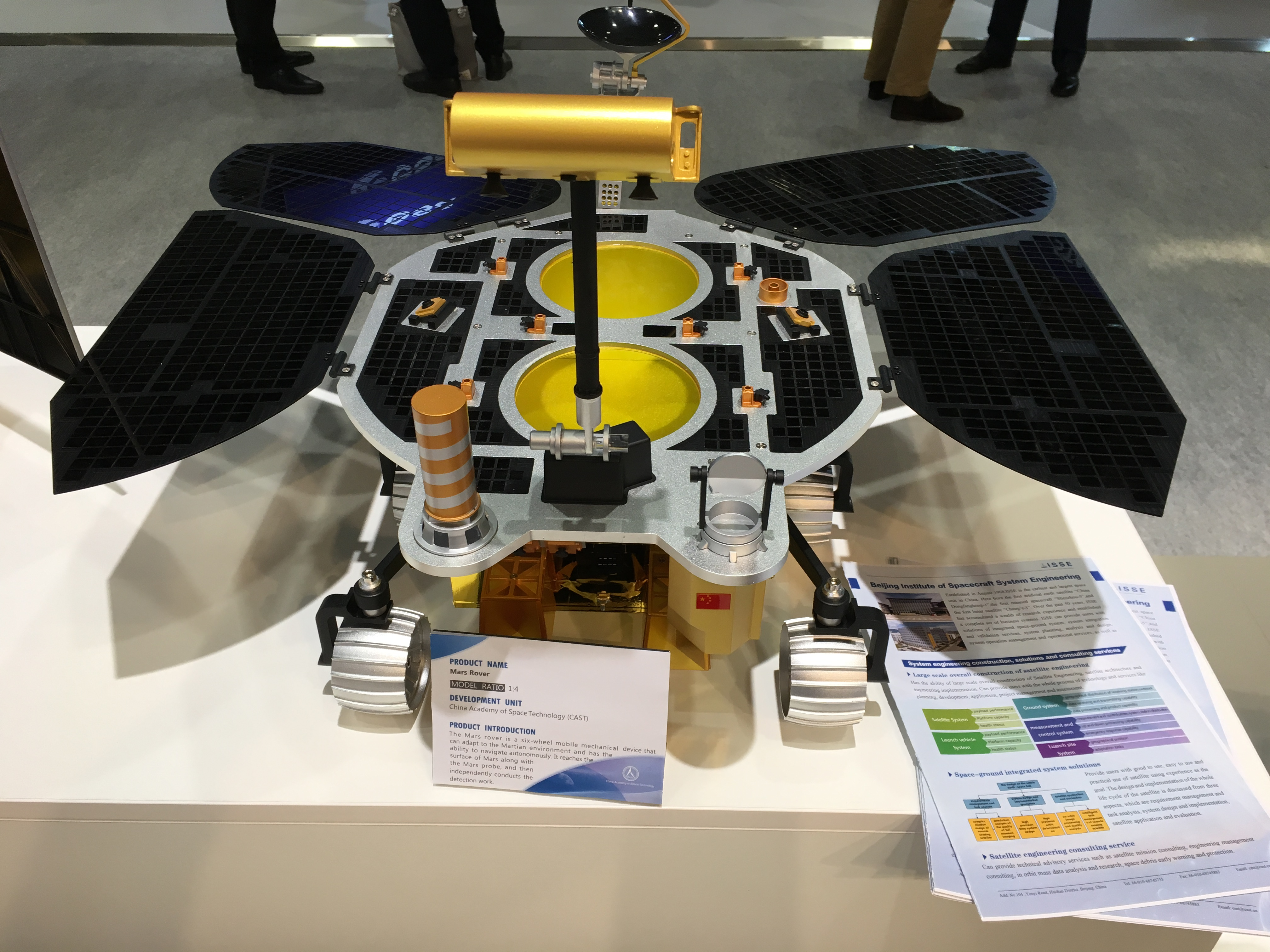
2018年第69届国际宇航大会上展出的当时尚未命名的祝融号火星車模型

2016年4月22日，时任国家航天局局长许达哲在首个中国航天日来临前透露中国的火星探测任务已于当年1月11日获批，将在2020年前后发射火星探测器，一步实现绕火星的探测和着陆巡视。同年8月23日，国家国防科工局探月与航天工程中心发布中国首个火星探测器和火星车外观设计构型图，并启动中国火星探测工程名称和图形标识全球征集活动，标志着中国火星探测任务的全面公开。
2019年11月14日，国家航天局在位于河北省怀来县的地外天体着陆综合试验场完成首次火星探测任务着陆器悬停避障试验，并邀请了部分外国驻华使馆及国际组织人员观摩试验并参观相关试验设施。
2020年4月24日，国家航天局在2020年中国航天日启动仪式上宣布了中国行星探测工程的名称与图形标识，将中国行星探测任务命名为“天问”，将中国首次独立火星探测任务命名为“天问一号”，但并未对火星车进行单独命名。
2020年7月24日，国家航天局探月与航天工程中心通过与百度APP合作，展開为中国第一辆火星车徵名的活動。2021年1月完成初次評審，遴選出的10個名稱分別是弘毅、麒麟、哪吒、赤兔、祝融、求索、風火輪、追夢、天行、星火，並展開為期40天的公眾網絡投票。2月28日投票结束时，“祝融号”以504466票登顶。
在2021年4月24日中国航天日开幕仪式上，中国首辆火星车被正式命名为“祝融”。

## 技术规格

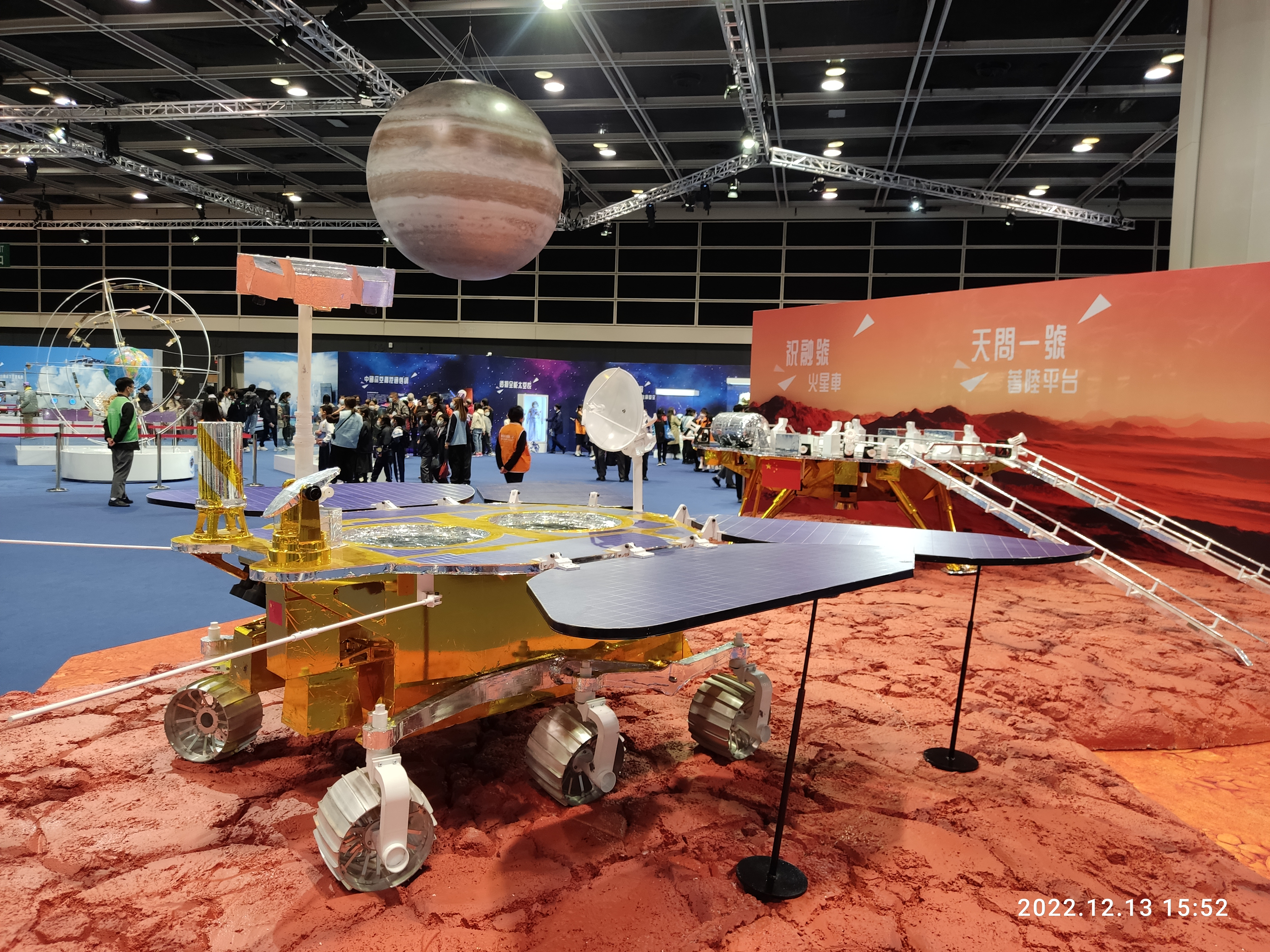
天问一号着陆器与祝融号火星车等比例模型。

祝融号火星车与美国的火星探测漫游者系列（勇气号和机遇号）的设计结构十分相似，重量为240千克，比火星探测漫游者重，但比火星2020计划的探测车（好奇號和毅力号）轻了四分之三。
不同于火星2020计划的探测车使用核电池供电，祝融号使用四块太阳能板供电，而且为避免像机遇号因沙尘遮挡太阳能板导致供电不足而失联的问题，其中两块太阳能板为可再折叠，而且使用特别材料设计，使火星沙尘更容易被抖落，保障太阳能板供电。此外，由于经费、研制进度和火星车尺寸等因素的影响，祝融号也没有采用嫦娥三号、四号所使用过的同位素热源。

### 技术参数[26]
- 重量：240公斤
- 长度：2.6米
- 宽度：3米
- 高度：1.85米
- 悬架方式：主动悬架
- 移动方式：直线行驶/原地转向/行进间转动/蟹动/蠕动
- 最大速度：每小时200米
- 导航速度：每小时40米
- 越障高度：30厘米
- 爬坡角度：30°
- 能源形式：蓄电池/太阳能电池
- 通讯能力：
X频段码速率：32bps~4Mbps
UHF码速率：1kbps~2048kbps
- 设计工作时间：90火星日

## 任务规划

### 科学目标
作为中国的首次火星探测，天问一号任务的科学目标包括：
1. 研究火星形貌与地质构造特征，及其演化和成因的研究。
2. 研究火星表面土壤特征和地下层的特征，与水冰分布。
3. 研究火星表面物质组成，开展表面矿物组成分析。
4. 研究火星大气电离层及表面气候与环境特征，开展火星电离层结构和表面天气季节性变化规律研究。
5. 研究火星的内部结构，其磁场，其地质演化的历史，其质量的内部分布及其引力场。

祝融号火星车负责的火星巡视探测部分主要有以下四个科学任务：
1. 火星巡视区形貌和地质构造探测。
2. 火星巡视区土壤结构（剖面）探测和水冰探查。
3. 火星巡视区表面元素、矿物和岩石类型探。
4. 火星巡视区大气物理特征与表面环境探测。

### 科学仪器
为了达成预定科学目标，祝融号火星车总共带有6个科学仪器：

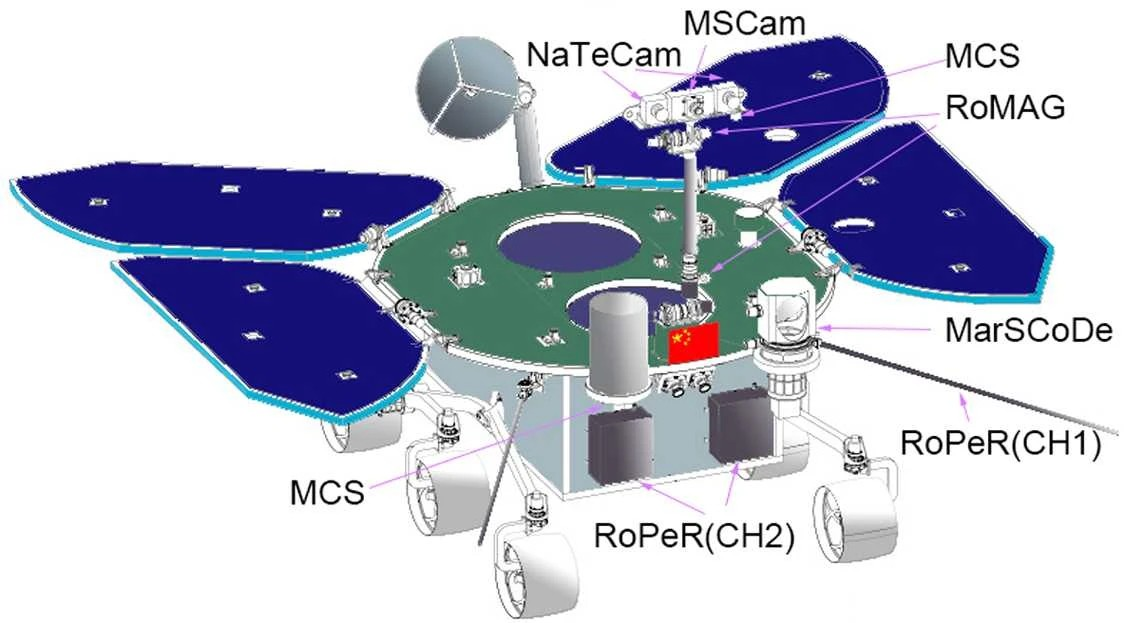
祝融号巡视器科学载荷配置图

- 导航与地形相机（NaTeCam）拍摄可见光波段彩色照片以记录巡视区地形地貌，像素2048×2048。
- 火星车次表层探测雷达（RoPeR）通过主动发射和接收电磁波信号来探测火星车沿途地下的浅表层结构，例如风化层厚度、溅射物层、水冰分布等。祝融号和与其同年发射及着陆的毅力号并列为最早装备该类仪器的火星地表探测器。
- 火星表面磁场探测仪（RoMAG），探测着陆区火星磁场，确定火星磁指数。
- 火星气象测量仪（MCS）配备风、声传感器和温、压传感器，对巡视器附近的气温、气压、风速、风向和声音信息进行记录。
- 火星表面成分探测仪（MarSCoDe）进行火星巡视区表面元素、矿物和岩石类型探测。
- 多光谱相机（MSCam）同上。

以上仪器中，次表层雷达将在行进时工作，表面成分探测仪、多光谱相机和导航与地形相机将在预定目的地的静止状态下工作，磁场探测仪和火星气象站在行进和静止状态下都将进行工作。
除科学仪器外，祝融号火星车配置了若干工程仪器（如避障相机）用以辅助任务进行。

### 着陆地点
火星车的着陆地点选择取决于两个因素：

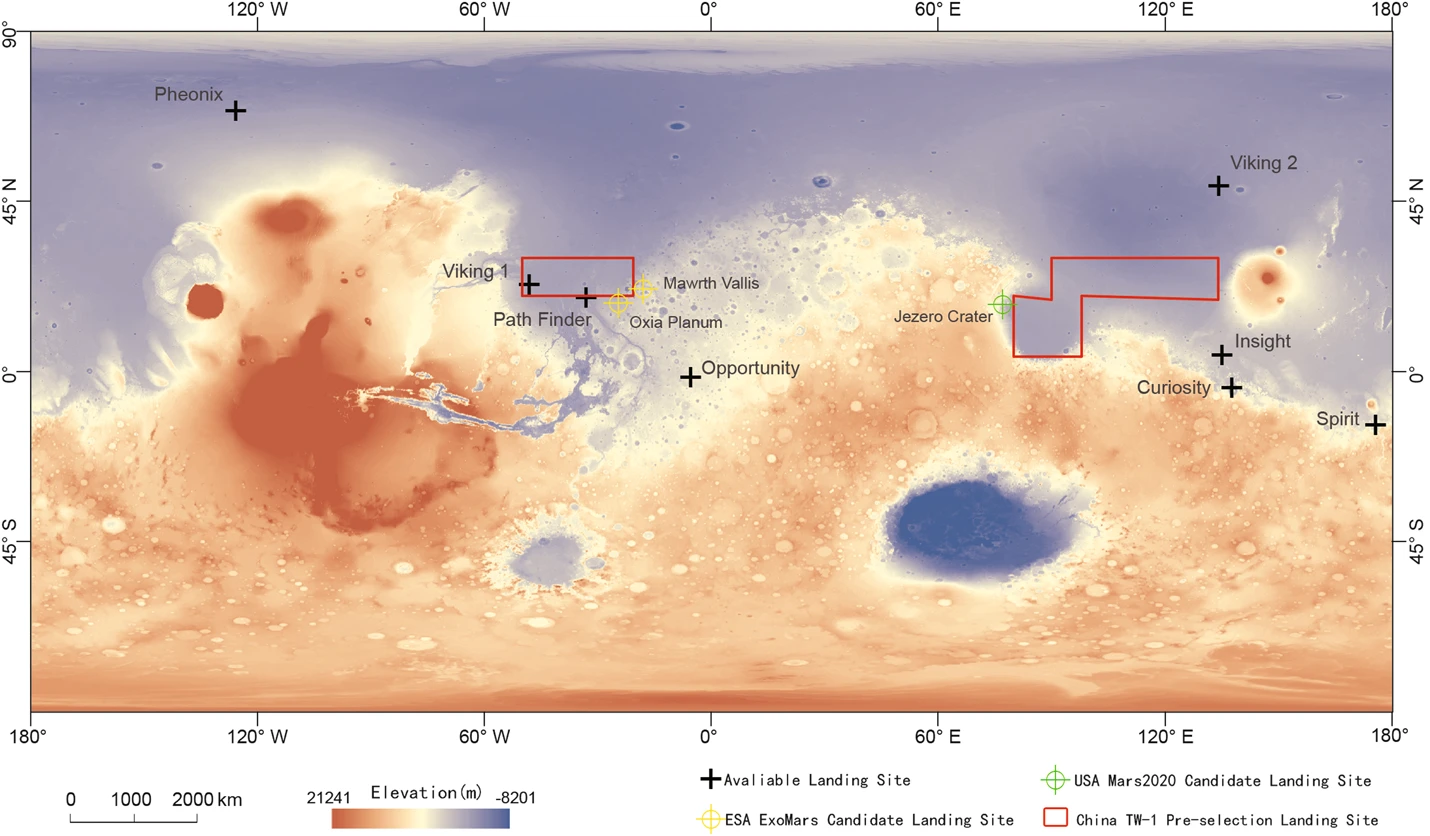
两个红框标注的区域为天问一号任务早期的两个预选着陆区，左边的为克律塞平原，右边的为乌托邦平原。

- 工程可行性 包括纬度、海拔高度、坡度、地表情况、岩石分布、当地风速、再入过程中的可见度（着陆过程进行时必须能与地球进行直接联系）。
- 科学目标 包括地形、土壤结构、水冰分布、元素、矿物与岩石分布、磁场探测。

国家航天局最初将火星克律塞平原和埃律西昂山区域作为可能的着陆地点。但在2019年9月在瑞士日内瓦举办的欧洲行星科学大会上，中方与会代表宣布乌托邦平原的两个地点被初步选定为火星着陆地点。祝融号的着陆地点位于乌托邦平原南部，地理坐标为东经109.9°，北纬25.1°，考量到它既是个相对安全的着陆地点，而且又对火星的科学探索很有帮助。

### 探测计划
祝融号计划工作时长为90个火星日。在任务开始前的规划中，每三个火星日被定为一个工作周期，每个工作周期的安排为：
- 第一日：导航与地形相机获取研究目标的环绕影像并下传数据以供研究未来作业方案。
- 第二日：所有载荷进行科学探测并下传数据。
- 第三日，祝融号向下一个目标行进，次表层雷达和火星气象站在行进中采集数据并在抵达目标地点后下传。

根据国家航天局政策，地面站和研究团队接收到的数据将会享有五到六个月的保护期以供验证、校对和前期研究。当所有程序完成后，数据将会发布在探月工程数据发布与信息服务系统网站上。
2021年7月，天问一号火星环绕器总体主任设计师牛俊坡在采访中透露，由于祝融号在通信能力和移动速度等方面都优于预期，原本长达三个火星日的工作周期已被压缩到一个火星日，在一天内就能完成感知、探测、移动的任务。

## 任务经过

### 着陆
| 节点         | 时间（自再入） | 速度    | 高度      |
| ------------ | -------------- | ------- | --------- |
| 轨道器降轨   | 6小时前        |         |           |
| 两器分离     | 3小时前        |         | 约18000km |
| 再入         | 0秒            | 4.8km/s | 125km     |
| 升力控制模式 | 71秒           |         | 60km      |
| 配平翼展开   | 241秒          | 3马赫   | 17km      |
| 弹伞         | 278秒          | 460m/s  | 11.3km    |
| 抛大底       | 299秒          | 250m/s  | 8.5km     |
| 抛背罩       | 454秒          | <95m/s  | 1500m     |
| 悬停避障     | 497秒          | 0m/s    | 100m      |
| 着陆         | 540秒          | <3.6m/s | 火星表面  |

北京时间2021年5月15日凌晨1时左右，天问一号探测器从停泊轨道实行降轨，逐步进入火星进入轨道。
4时左右祝融号与环绕器分离，30分钟后环绕器机动升轨回到停泊轨道，为降落任务提供中继通信。
7时左右，祝融号高度降低到进入火星大气。
上午7时18分，在经过一系列减速和悬停避障机动后，祝融号在火星乌托邦平原南部预选着陆区（25°06′N 109°54′E / 25.1°N 109.9°E）成功软着陆，随后向地球发回遥测信号。
2021年5月19日，国家航天局发布由祝融号传回的首批照片。

### 火星表面探测任务
| 日期          | 工作时长 （地球日） | 行驶距离 | 备注   |
| ------------- | ------------------- | -------- | ------ |
| 2021年5月22日 | 7                   | 0.522米  | [ 36 ] |
| 2021年6月11日 | 27                  | >80米    | [ 37 ] |
| 2021年6月27日 | 43                  | 236米    | [ 38 ] |
| 2021年7月1日  | 47                  | 241米    | [ 39 ] |
| 2021年7月8日  | 54                  | 300米    | [ 40 ] |
| 2021年7月11日 | 57                  | 410米    | [ 41 ] |
| 2021年7月15日 | 61                  | 450米    | [ 42 ] |
| 2021年7月17日 | 63                  | 509米    | [ 43 ] |
| 2021年7月23日 | 69                  | 585米    | [ 44 ] |
| 2021年7月30日 | 76                  | 708米    | [ 45 ] |
| 2021年8月6日  | 83                  | 808米    | [ 46 ] |
| 2021年8月15日 | 92                  | 889米    | [ 47 ] |
| 2021年8月23日 | 100                 | 1000米   | [ 48 ] |
| 2021年8月30日 | 107                 | 1064米   | [ 49 ] |
| 2021年9月13日 | 121                 | 1182米   | [ 50 ] |
| 2021年11月8日 | 177                 | 1253米   | [ 51 ] |
| 2021年12月1日 | 200                 | 1297米   | [ 52 ] |
| 2022年1月1日  | 231                 | >1400米  | [ 53 ] |
| 2022年1月31日 | 261                 | 1524米   | [ 54 ] |
| 2022年3月24日 | 313                 | 1784米   | [ 55 ] |
| 2022年4月6日  | 326                 | 1875米   | [ 56 ] |
| 2022年5月5日  | 355                 | 1921米   | [ 4 ]  |

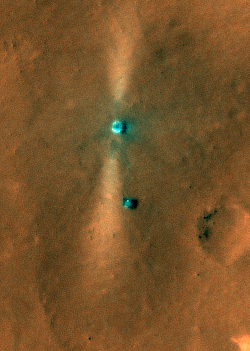
美国国家航空航天局的火星侦察轨道器拍摄的南部乌托邦平原景象，照片中可以看到天问一号着陆器（中上）和祝融号火星车（中下）。

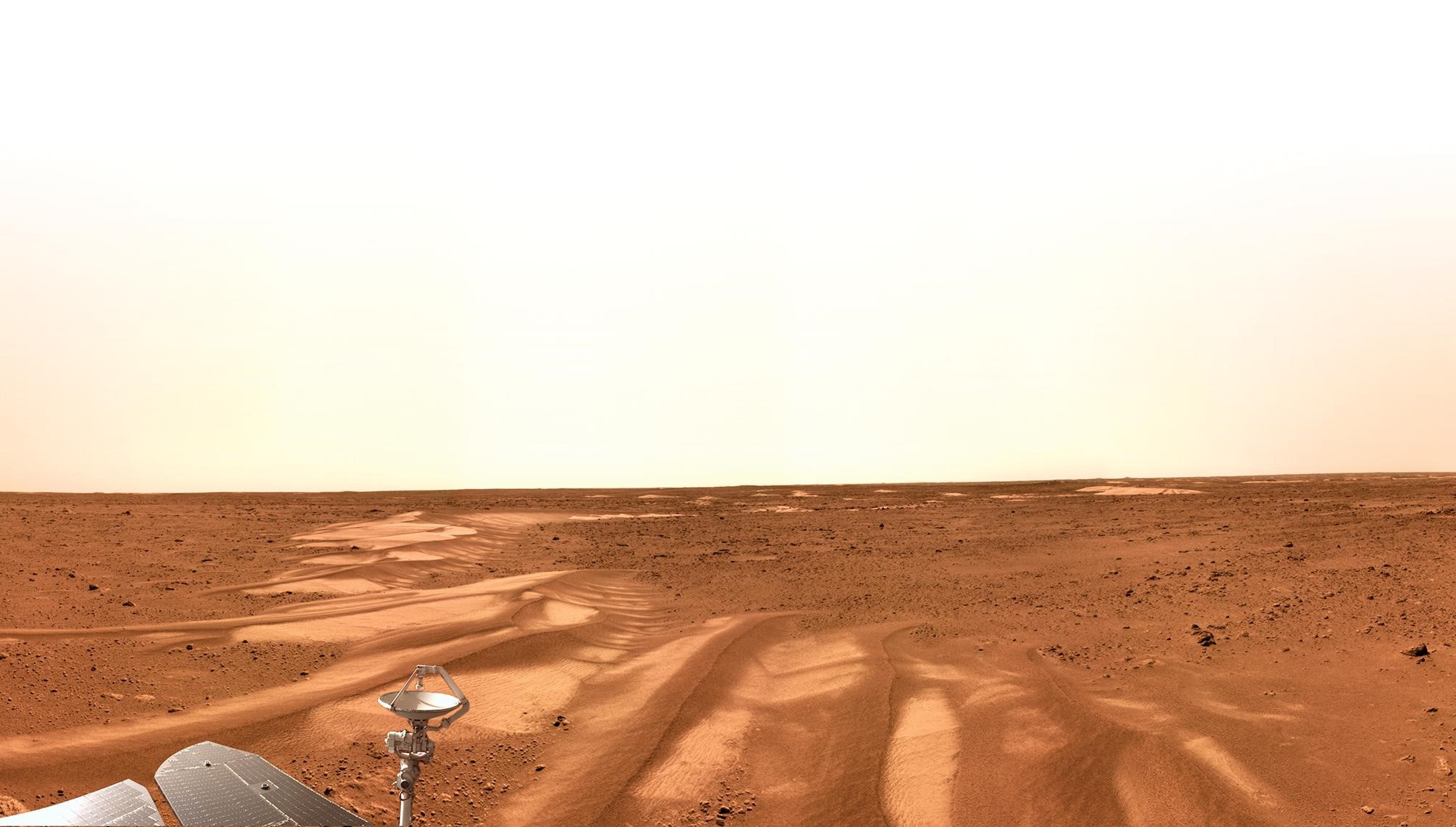
祝融号火星车拍摄的火星表面

2021年5月22日，祝融号被成功释放到火星表面，中国成为了继美国之后第二个在火星着陆并且成功部署火星车的国家。 祝融号的设计寿命为90个火星日。祝融号部署之后，天问一号轨道器在进行火星观测的同时将为火星车提供通讯中继服务。
2021年6月11日，国家航天局在北京举行天问一号探测器着陆火星首批科学影像图揭幕仪式，公布了由祝融号拍摄的着陆点全景、火星地形地貌等一批影像图，标志着中国首次火星探测任务取得圆满成功。
2021年6月27日，国家航天局公布一批新的图片与视频，包括着陆巡视器开伞和下降过程、祝融号火星车驶离着陆平台声音及火星表面移动过程视频，火星全局环境感知图像、火星车车辙图像等，并宣布祝融号火星车已在火星表面工作42个火星日，累计行驶236米。
2021年7月12日，祝融号路过了着陆过程中抛离的降落伞与背罩组合体附近并对其进行了拍照。
2021年8月17日，中央电视台报道祝融号已经完成了90个火星日的既定探索任务（从着陆开始计算，至8月15日为90个火星日），累计行驶距离达到889米且状态良好。根据计划，祝融号将继续向乌托邦平原南部的古海陆交界地带行驶。
2021年9月下旬开始，由于日凌作用导致的电磁干扰，天问一号环绕器与祝融号火星车按计划暂停工作，进入休眠状态。
2021年10月22日，国家航天局宣布天问一号环绕器与祝融号火星车安全度过首次日凌并已恢复工作。
2021年12月1日，国家航天局与欧洲空间局共同宣布中国的祝融号火星车与欧空局的火星快车号轨道器进行了在轨中继通信试验并取得圆满成功。
2022年3月18日，美国亚利桑那大学HiRISE运营中心公布他们11日所拍到的“祝融号”火星车及行驶轨迹照片，該車仍在往南行駛。
2022年5月7日，祝融号所在区域（北半球）已进入冬季，將迎來其第一個冬季，並報告4月天問一號拍攝的火星水手谷局部地貌影像，以及同月10日（着陆后第323火星日）拍摄的火星表面撞击坑附近分布的石块影像，累计行驶1921米，两器累计获取约940GB原始科学数据。。
2022年5月18日，为应对沙尘天气导致的太阳翼发电能力降低及冬季极低的环境温度，按照设计方案和飞控策略，“祝融号”火星车转入休眠模式。原定预计2022年12月前后，“祝融号”着陆区将进入初春季节。當环境条件好转后，将恢复正常工作。
2023年2月21日，HiRISE运营中心公布了一批祝融號的遥感照片，并指出其在2022年9月8日到2023年2月7日间沒有任何移動。
2023年4月25日，中国行星探测工程总设计师张荣桥称，祝融号可能因为火星沙尘累积过多无法唤醒。

## 国际合作
- 欧洲空间局的火星快車號也能在需要的时候为祝融号火星车的中继通讯提供后备支援[68]。

- 法國國家太空研究中心（CNES）为祝融号上的表面成分探测仪中的激光诱导击穿光谱探测仪（LIBS）提供了校正协助，用以和好奇号上的同类型设备进行比对[69]。

## 參閲
- 天问一号
- 萤火一号
- 中国行星探测
- 火星探测
- 巡视器

## 外部連結
- The Tianwen-1 Mars rover （页面存档备份，存于）
- Zhurong (Tianwen1) Mars Rover Landing and Maneuver Animation （页面存档备份，存于）